# 根岸大歌劇団
根岸大歌劇團（ねぎしだいかげきだん、1920年9月3日 結成 - 1924年3月 解散）は、日本のオペラ劇団である。通称根岸歌劇団。大正時代、東京の浅草公園六区の一角で根岸興行部が経営する劇場「金龍館」を根城に、所謂「浅草オペラ」の時代を築いた中心的存在として知られる。

## 略歴・概要
1920年（大正9年）9月3日、根岸興行部2代目経営者小泉丑治ジュニアである根岸吉之助が、前年5月1日に伊庭孝と高田雅夫らが「歌舞劇協会」を改組して結成した松竹専属の「新星歌舞劇団」の主要幹部を引き抜き、根岸専属とし自らが任されている「金龍館」を本拠地に結成したのが「根岸大歌劇団」である。日本初のオペラ専門館「日本館」をしのぐ一大勢力となった。初演は翌10月11日、伊庭孝作詞、竹内平吉作曲、高田雅夫コレオグラフによるオペラ『釈迦』である。『嫁の取引』では高田の弟子として同劇団に参加した二村定一（当時「二村貞一」）が初舞台を踏んでいる。「アサヒ歌劇団」から藤原義江（当時「戸山英二郎」）が参加、安藤文子の寵愛を受けたのちにイタリア・ミラノへ修行に出る。
所謂「浅草オペラ」の中でも同劇団は、1916年（大正5年）5月1日に導入した軽演劇の常磐座、オペラの金龍館、映画の東京倶楽部の3館共通入場券（2階20銭、1階10銭）が功を奏し、帝国劇場ではまだ高級な芸術であったオペラの大衆化を実現した。
1921年（大正10年）、伊庭孝が佐々紅華（東京蓄音器社員）とともに退団、奈良県生駒に「生駒歌劇団」を結成する。同年12月31日、金龍館（1911年10月1日築）を改築して営業を再開。オッフェンバックの『天国と地獄』を始め、ロッシーニやヴェルディなど現在でも知られるオペラの古典を上演しつづけた。
1922年（大正11年）3月20日、ビゼーのオペラ『カルメン』を初演、そのコーラスで榎本健一（エノケン）がデビューしている。その後佐々のオリジナルオペレッタ『勧進帳』などに出演、人気を博す。
1923年（大正12年）、広島から上京した丸山定夫が入団する。戸山が4月10日に帰国する。同年9月1日、関東大震災で金龍館もろとも浅草が廃墟になり、凌雲閣も8階から上が倒壊した。根岸興行部は大打撃を受ける。同劇団は地方公演に出る。
1924年（大正13年）3月、ついに解散となる。出身者が次々と劇団を立ち上げるが、往時のようには上手く行かなかった。同年6月13日には、新劇の築地小劇場が設立され、丸山はそれに参加する。エノケンは撮影所の集まる地域に近い京都の嵐山に去る。浅草では安来節のブームが到来し、帝国劇場でもまたその残党が立てこもった赤坂ローヤルでも苦戦したオペラが花開いた、奇蹟とも呼ばれた「浅草オペラ」は廃れてしまう。1925年、清水金太郎、清水静子、田谷力三らによる浅草劇場での『オペラの怪人』を最後に浅草オペラは姿を消す。

## メンバー
以下のようなメンバーが在籍した。歌手は100名以上を擁したという。また、このほかに野球部も存在したとされる。
経営サイド
根岸吉之助、立花寛一
文芸部
石田一郎（文芸部長）、伊庭孝（脱退）、佐々紅華、内山惣十郎、高田保、佐藤八郎
音楽部
竹内平吉、篠原正雄、奥山貞吉
歌手
安藤文子、柳田貞一、清水静子、井上起久子、天野喜久代、松島栄美子、田谷力三、大津賀八郎、佐藤光照、堀田金星、藤村悟朗、清水金太郎、黒田達人、高田雅夫、原せいこ、戸山英二郎（藤原義江）、宇津秀男、石井漠、木村時子、石田守衛、福井茂、奥山貞吉、榎本健一、牧玲羊（ビクター文芸部だが同劇団で歌った）

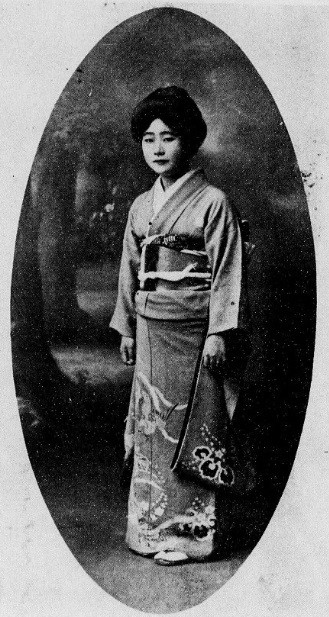
安藤文子
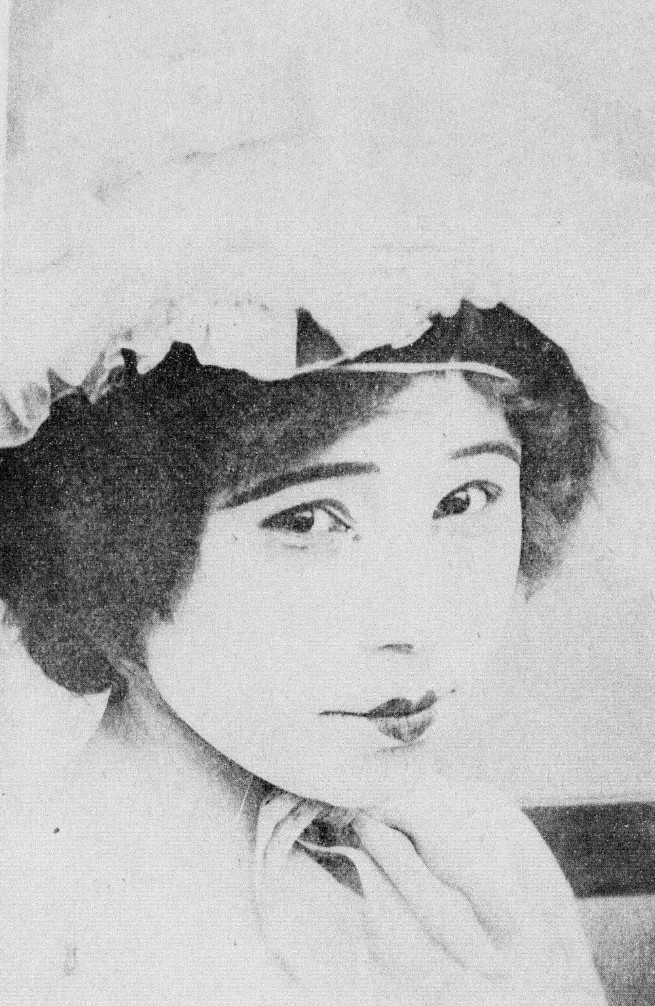
井上起久子
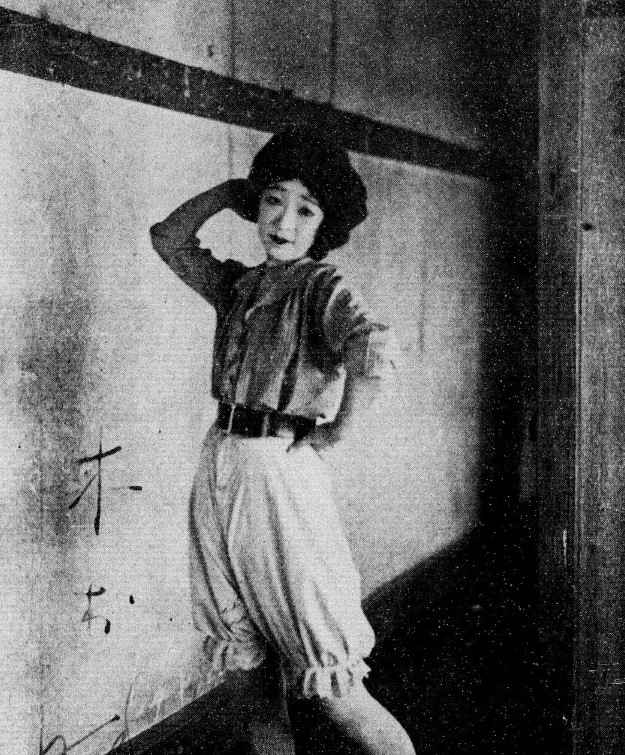
木村時子

## 関連事項
- 浅草オペラ
- 根岸興行部

## 参考音源
- CD『浅草オペラ珠玉集』、カメラータ東京、2001年
- CDブック『恋はやさしい野辺の花よ - 田谷力三と浅草オペラ』、清島利典[5]、大月書店、1993年 ISBN 4272610252

## 註
1. ↑  『舞踏に死す―ミュージカルの女王・高木徳子』吉武輝子、文藝春秋 (1985/01)、p231
2. ↑  「日本初の観覧車」の記述を参照。このページでは当時の写真も見られる。
3. ↑  篠原正雄『歌劇の民衆化時代を語る』（『音楽之友』、第2巻第7号、1942年7月、p.68 - 75）の記述を参照。「『音楽之友』記事に関するノート 1942年7月」で要約を読むことができる。
4. ↑  大平昌秀著　異端の系譜　p51
5. ↑  清島利典の本名は佐々利典、佐々紅華は義父に当たる。「東京歌劇団」主宰。